# Variance d'Allan
Pour les articles homonymes, voir Allan.

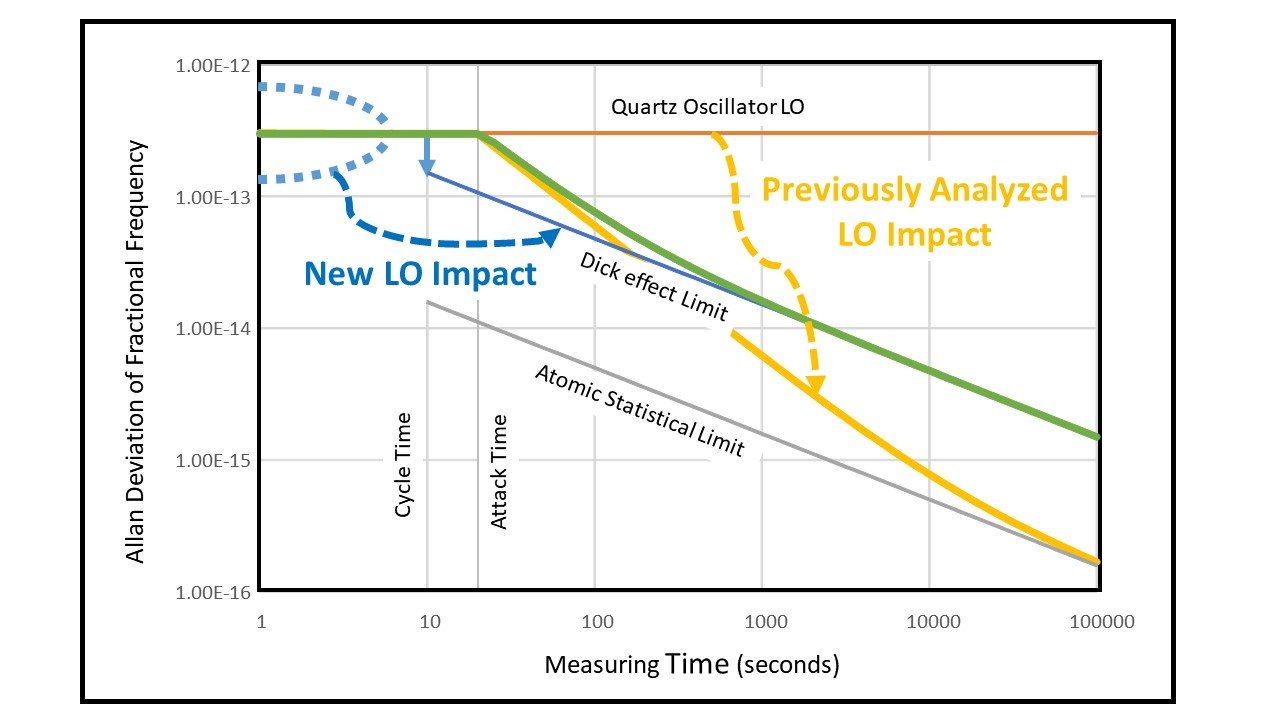
Figure d'accompagnement de "Plot of Allan Deviation montrant l'impact de l'effet Dick sur la stabilité de fréquence d'une horloge atomique".

La variance d'Allan est une grandeur mathématique fréquemment utilisée pour estimer la stabilité dans le temps de la fréquence des oscillateurs quels qu'ils soient.
Elle n'a de sens que si l'on précise la durée (le pas d'échantillonnage, souvent désigné par la lettre grecque tau) sur laquelle on l'a estimée.
Sa séquence de calcul est la suivante :
{\displaystyle \sigma _{y}^{2}(\tau )={\frac {1}{2}}\langle (y_{n+1}-y_{n})^{2}\rangle ,}
où les yn sont les échantillons successifs d'écarts de fréquence, et {\displaystyle \tau } est le pas d'échantillonnage.
La déviation d'Allan {\displaystyle \sigma _{y}(\tau )} (ou l'écart-type d'Allan, racine carrée de la variance) est alors une mesure des instabilités de l'oscillateur (un oscillateur très stable à court terme peut avoir une stabilité médiocre sur le long terme). Son estimation pour une plage de valeurs de tau étendue permet de déterminer le type de bruits affectant l'oscillateur en question.
Par exemple en présence de bruit blanc, la courbe d'écart-type d'Allan présente une pente décroissant comme la racine de tau, c'est-à-dire que le niveau d'instabilité est divisé par 10 lorsque le temps d'échantillonnage est multiplié par 100. D'autres types de bruit ont des réponses différentes. Ces estimations permettent
de modéliser le comportement de l'oscillateur et de prévoir et estimer son comportement à court, moyen ou long terme.